# Woldemar (Lippe-Detmold)

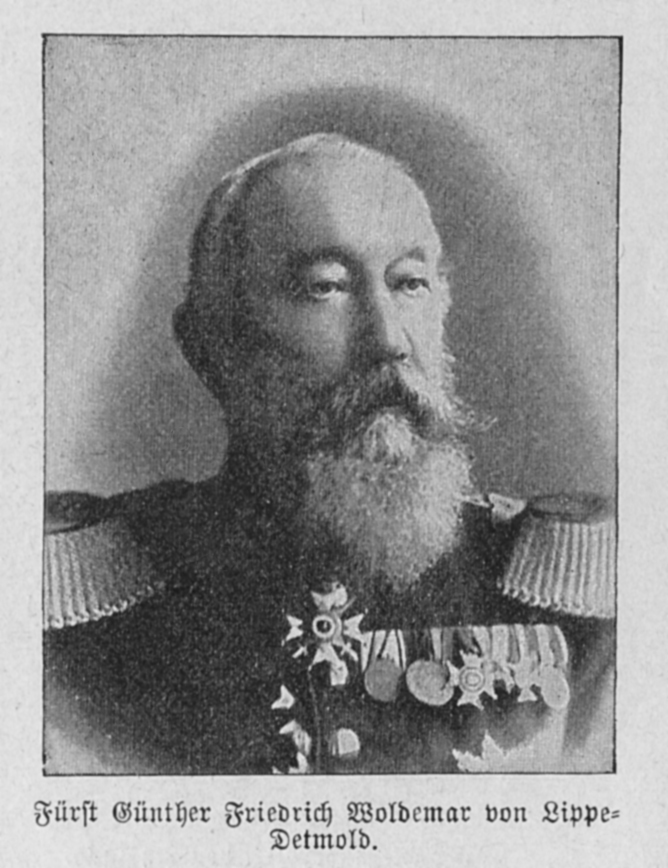
Woldemar zur Lippe

Günther Friedrich Woldemar (* 18. April 1824 in Detmold; † 20. März 1895 ebenda) war Fürst zur Lippe.

## Leben

### Werdegang
Woldemar war der dritte Sohn Leopolds II. und dessen Frau Emilie sowie Bruder seines Vorgängers Leopold III.
Zu seinem zehnten Geburtstag wurde er als Sekondeleutnant im Füsilierbataillon Lippe eingestellt, ohne jedoch aktiv Dienst zu versehen. Von Mai 1842 bis Dezember 1843 besuchte Woldemar das Kadettenhaus in Dresden und erhielt bis Anfang April 1844 Militär-Privatunterricht. Anschließend wurde er der Leib-Eskadron im Regiment der Gardes du Corps der Preußischen Armee aggregiert.
Bei seinem Regierungsantritt am 8. Dezember 1875 war er 51 Jahre alt. Als nachgeborener Sohn wurde er Offizier in der Preußischen Armee, schied als General der Kavallerie und wurde Chef des Infanterie-Regiments „Graf Bülow von Dennewitz“ (6. Westfälisches) Nr. 55 und Ritter des Schwarzen Adlerordens.
Es herrschten bei seinem Regierungsantritt in Lippe höchst unerfreuliche politische Verhältnisse infolge der Verfassungskämpfe. Ein beschlussunfähiger Landtag, heftige politische und wirtschaftliche Kämpfe und Gegensätze zwischen Konservativen und Liberalen, zwischen Stadt und Land, zwischen Orthodoxie und Freisinn. Das Land knüpfte große Hoffnungen an den liberalen Thronfolger und seine freisinnigen Reformen. Diese Hoffnung erfüllte sich auch in hohem Maße.
Am 13. Januar 1876 berief er August Eschenburg zum Präsidenten des Kabinettsministeriums mit dem Auftrag der Wiederherstellung verfassungsmäßiger Zustände. Es gelang diesem auch, einen arbeitsfähigen Landtag einzuberufen, den Adel zum Verzicht auf seine ständischen Vorrechte zu bewegen und so eine Einigung zustande zu bringen. Trotz weitgehenden Entgegenkommens der Regierung betonte Woldemar andererseits energisch bei jeder Gelegenheit seine landesherrlichen Rechte.
Außer der Fürstin Pauline hat sich kein anderer Fürst so mit allen Regierungsangelegenheiten befasst wie er. Allerdings gab er nur noch die großen Linien der Politik an. Seine Sparsamkeit war eine Haupttriebfeder seiner Handlungen und Entschlüsse. Dass er dem Hoftheater und der Hofkapelle den Zuschuss entzog, verscherzte ihm die Sympathie des kunstsinnigen Publikums. Da er nicht die Leutseligkeit und Liebenswürdigkeit seines Bruders besaß, eher selbstherrlich, unliebenswürdig und wortkarg war, war er nicht allzu beliebt.
Angesichts der eigenen Kinderlosigkeit, des entmündigten Bruders Karl Alexander zur Lippe (1831–1905) und der sich daraus ergebenden Schwierigkeiten für die Erbfolge versuchte er die Ereignisse zu präjudizieren. Auf Grund persönlicher Abneigung und beseelt von dem Wunsch, sein Land einem Mitglied eines regierenden Fürstenhauses zu vererben, bestimmte er in seinem Testament den Prinzen Adolf zu Schaumburg-Lippe, einen Schwager Kaiser Wilhelms II., zu seinem Nachfolger und entfachte dadurch den lippischen Erbfolgestreit, der in dem folgenden Jahrzehnt in Lippe die Geister trennte und das Interesse der Weltöffentlichkeit erregte.

### Ehe
Woldemar heiratete am 19. November 1858 Prinzessin Sophie von Baden (1834–1904). Die Ehe blieb kinderlos.